# Муангу, Жерве
Жерве Муангу (род. 30.06.1968, Браззавиль, Республика Конго) — шашист (русские и международные шашки), физик, преподаватель высшей школы. Кандидат физико-математических наук, участник чемпионатов мира по шашкам-64 2009, 2012 и 2013 годов (29 место), этапов Кубка Мира (2011).
Выступает на международных шашечных турнирах за Конго.
Живёт в Архангельске и преподает математику в Северном (Арктическом) Федеральном университете им. М.В.Ломоносова, сотрудник кафедры прикладной математики и высокопроизводительных вычислений САФУ.

## Образование
1984—1986 Lycee Lenine et Drapeau rouge в г. Браззавиль, Конго — бакалавриат (Baccalaureat serie C).
1987—1993 Московский государственный университет — магистр физико-математических наук по специальности механика — прикладная математика.
1993—1996 Московский Государственный Университет — аспирантура по специальности 01.02.05 — механика жидкости, газа и плазмы.
18 декабря 2009 — Защита кандидатской диссертации на соискание степени кандидата физико-математических наук,
Московский государственный университет (МГУ).

## Наука
Читает курсы и проводит лабораторные занятий по дисциплинам: «Уравнения в частных производных», «Компьютерное моделирование», «Вариационные исчисления и методы оптимизации», «математическая физика».
Основные научно — методические труды: труды по аэродинамике и теории фильтрации, механика жидкости и газа, краевые задачи с неизвестными границами, комплексный анализ, математическое моделирование.
По словам Жерве Муангу: «Когда находишь новый подход к решению, про все на свете забываешь. От неординарного решения я получаю такое удовольствие, что у меня даже мурашки по коже бегают». Из кандидатской диссертации: «Задача конструирования объекта, обладающего заданным свойством, всегда вызывает интерес, тем более, когда речь идет об оптимальном свойстве. Человек — прирожденный оптимизатор, и сама природа принуждает достигать цели с наименьшими затратами…Точные математические результаты — это точки опоры в болоте физики».

## Преподавание
1998—1999 старший преподаватель, Поморский государственный университет, Россия, Архангельск.
1999—2000 научный сотрудник, Архангельский государственный технический университет им. М. В. Ломоносова, Россия, Архангельск.
1999—2000 исполняющий обязанности доцента АГМА.
2002—2009 старший преподаватель, Поморский государственный университет, Россия, Архангельск.
2009—2013 Доцент кафедры прикладной математики ФГАОУ ВПО «Северный (Арктический) федеральный университет имени М. В. Ломоносова» Институт математики, информационных и космических технологий.
Также, по словам Жерве Муангу, преподаватель физики и математики в университете Киншасы.

## Спорт
Бронзовый призёр международного турнира «Белые ночи» (Санкт-Петербург, 2006) Чемпион Архангельской области по международным шашкам (2007)
В шашки научился играть в Конго. На высокий уровень мастерства повлияло знакомство во время обучения в МГУ на механико-математическом факультете, с Владимиром Агафоновым, многократным чемпионом мира по международным шашкам по переписке, известным шашечным теоретиком, создателем первой в России шашечной компьютерной программы. Жерве Муангу: «Благодаря ему я стал прогрессировать в шашках, ездить на различные турниры. В те годы я сумел побывать во Франции, Голландии и других странах, где проводили соревнования по шашкам». Жерве Муангу в 1992 году участвовал в разработке шашечной компьютерной программы «Агафонов».

## Семья
Муангу Жерве — из династии математиков.
Его отец — преподаватель математики в Браззавильском университете. Именно он посоветовал сыну, одному из лучших учеников Lycee Lenine et Drapeau rouge, продолжить учебу в МГУ.
Жена Наталья, дети Антон, Стивен, Джонатан